# 10036 McGaha
10036 McGaha (1982 OF) là một tiểu hành tinh vành đai chính được phát hiện ngày 24 tháng 7 năm 1982 bởi Edward L. G. Bowell ở trạm Anderson Mesa thuộc Đài thiên văn Lowell. Nó được đặt theo tên James E. McGaha, một nhà thiên văn học Mỹ, giảng viên và cựu phi công Không lực Quốc gia Hoa Kỳ.